# Russische Partei der Pensionäre
Die Russische Partei der Pensionäre für soziale Gerechtigkeit (russisch Российская партия пенсионеров за социальную справедливость Rossijskaja Partija Pensionerow za sotsialnuyu spravedlivost) ist eine von 1997 bis 2006 bestehende und 2012 wiedergegründete politische Partei in Russland.

## Inhaltliches Profil
Die Partei verstand sich als Interessenvertretung der russischen Rentner. Sie wird inhaltlich dem putinnahen Umfeld der Regierungspartei Einiges Russland zugerechnet. Nach Angaben der Partei zählte sie zuletzt rund 600.000 Mitglieder und war in ca. 60 regionalen Parlamenten vertreten. In der russischen Staatsduma verfügte die Partei von 2003 bis 2006 nur über einen einzigen Abgeordneten, ein Direktmandat, da sie den Sprung über die 5 %-Hürde nicht schaffte.

## Geschichte der Partei
Die Partei wurde 1997 als Partei der Pensionäre gegründet. Am 29. Mai wurde die Partei beim Justizministerium registriert. Bei den Parlamentswahlen 1999 bekam die Partei 1,95 % der Stimmen. Am 1. Dezember 2001 wurde auf der Basis der Partei die Russische Partei der Pensionäre gegründet und am 15. Mai beim Justizministerium registriert.
Bei den russischen Parlamentswahlen 2003 erreichte die Partei in einem Wahlblock mit der Partei der sozialen Gerechtigkeit 3,1 % der Stimmen, jedoch keinen Sitz. 2005 engagierte sich die Partei gegen Sozialreformen der Regierung Fradkow, die für viele Rentner finanzielle Einschnitte bedeutete. Seit der Wahl des aktuellen Vorsitzenden Igor Sotow im Dezember 2005 verfolgt die Partei erneut einen loyalen Kurs gegenüber Wladimir Putin. Ihre größten politischen Erfolge verzeichnete die Partei zwischen 2003 und 2005 bei Regionalwahlen, bei denen sie den Einzug in acht von acht angetretenen Regionalparlamenten schaffte mit bis zu 13,3 % Stimmenanteil.
Am 28. Oktober 2006 vereinigte sich die Partei mit den ebenfalls regierungsnahen Gruppierungen Rodina und Russische Partei des Lebens zur Partei Gerechtes Russland: Heimat, Rentner, Leben (russisch Справедливая Россия: родина, пенсионеры, жизнь) um auf dem linken Flügel eine große neue, der Regierung nahestehende Partei zu schaffen. Dies wurde als Versuch der Regierung gesehen, die linke Konkurrenz zur kommunistischen Partei zu stärken.
Im Mai 2012 wurde unter dem Vorsitz Sotows die Partei Partei der Pensionäre Russlands (Партия пенсионеров России) gegründet und beim Justizministerium registriert. Sie war Teil der Putin-treuen Gesamtrussischen Volksfront, konnte aber nur auf lokaler bzw. regionaler Ebene einige Erfolge erringen. Ihr größter Erfolg war der Gewinn eines Sitzes im Regionalparlament der Region Transbaikalien im Jahr 2018, was ihr die Berechtigung zur Teilnahme an den Parlamentswahlen 2021 (ohne Unterschriftensammlung) verschaffte.

## Parteivorsitzende
- November 1997 – Januar 2004: Sergei Atroschenko
- Januar 2004 – Dezember 2005: Waleri Gartung
- Dezember 2005 – Oktober 2006: Igor Sotow

Nach Neugründung 2012 (Partei der Pensionäre Russlands):
- 2012 – 2016: Igor Sotow
- 2016 – 2019: Wladimir Burakow